# Zafer Şenocak
Compléments
Il vit en Allemagne.
Zafer Şenocak, né le 25 mai 1961 à Ankara en Turquie, est un écrivain qui vit en Allemagne depuis l'âge de huit ans et qui écrit en allemand.

## Biographie
Zafer Senocak est né en 1961 à Ankara. À l'âge de huit ans, lui avec sa famille émigrent en Allemagne. Il se fait connaître par la poésie avec Das senkrechte Meer (1991). Vivant à Berlin, il écrit plusieurs essais dont Atlas des tropischen Deutschlands (1992) (en français Atlas de l'Allemagne tropicale) ou encore War Hitler Araber ? (1994) (en français Hitler était-il arabe ?).

## Œuvres
- Elektrisches Blau. Gedichte. München 1983,  (ISBN 3-923746-11-3).
- Verkauf der Morgenstimmungen am Markt. Gedichte. München 1983,  (ISBN 3-9800423-3-2).
- Flammentropfen. Dağyeli-Verlag, Frankfurt (Main) 1985,  (ISBN 3-924320-25-X).
- Ritual der Jugend. Dağyeli-Verlag, Frankfurt (Main) 1987,  (ISBN 3-924320-60-8).
- Das senkrechte Meer: Gedichte. Babel-Verlag, Berlin 1991,  (ISBN 3-928551-03-5)[1].
- Atlas des tropischen Deutschland. Berlin 1992,  (ISBN 3-928551-10-8)[1].
- Fernwehanstalten: Gedichte. Berlin 1994,  (ISBN 3-928551-13-2).
- War Hitler Araber ?. Berlin 1994,  (ISBN 3-928551-14-0)[1].
- Der Mann im Unterhemd. Babel-Verlag, München 1995,  (ISBN 3-928551-10-8).
- Die Prärie. Rotbuch-Verlag, Hamburg 1997,  (ISBN 3-88022-641-5).
- Gefährliche Verwandtschaft. Babel-Verlag, München 1998,  (ISBN 3-928551-28-0).
- Nâzim Hikmet auf dem Schiff zum Mars. Babel-Verlag, München 1998,  (ISBN 3-928551-90-6). (zusammen mit Berkan Karpat)
- Der Erottomane. Babel-Verlag, München 1999,  (ISBN 3-928551-93-0).
- Zungenentfernung. Babel-Verlag, München 2001,  (ISBN 3-928551-97-3).
- Übergang: Ausgewählte Gedichte 1980-2005. Babel-Verlag, München 2005,  (ISBN 3-928551-31-0).
- Das Land hinter den Buchstaben. Deutschland und der Islam im Umbruch. Babel-Verlag, München 2006,  (ISBN 3-928551-33-7).
- Alman Terbiyesi. Alef Yayınevi, Istanbul 2007,  (ISBN 978-9944-494-05-2).
- Yolculuk Nereye. Alef Yayınevi, Istanbul 2007,  (ISBN 978-9944-494-13-7).
- Köşk. Alef Yayınevi, Istanbul 2008,  (ISBN 978-9944-494-21-2).
- Dünyanın İki Ucu. Alef Yayınevi, Istanbul 2011
- Deutschsein. Eine Aufklärungsschrift. Edition Körber-Stiftung, Hamburg 2011,  (ISBN 978-3-89684-083-7).

## Distinctions
- Prix Adalbert-von-Chamisso